# جيكو
جيكو (بالإنجليزية: Gecko)‏ محرك تصميم حر مفتوح المصدر يستخدم في كل برامج موزيلا ومشتقاتها، بما في ذلك إصدارات نتسكيب Netscape الأخيرة. تمت كتابة جيكو بلغة سي++ تحت الترخيصة الثلاثية (رخصة جنو العمومية ورخصة جنو العمومية الصغرى ورخصة موزيلا العمومية) ، وقد صُمم ليدعم معايير الإنترنت المفتوح Open Internet Srandards. جيكو تم صنعه من قبل نيتسكيب، ويقوم بتطويره الآن مؤسسة موزيلا.
يقدم جيكو واجهة برمجة تطبيقات غنية API تجعله مناسباً لمجموعة واسعة من الأغراض في التطبيقات التي تستعمل الإنترنت أو تسمح به، مثل متصفحات الإنترنت وما إلى ذلك. في البداية إستعملته موزيلا في برامجها التي تعني بالتصفح مثل فيرفكس Firefox وكامينو Camino وفلوك Flock وسي مونكي SeaMonkey وكي ميليون K-Meleon ونيتسكيب لإظهار مواقع الإنترنت، وفي بعض الحالات، لإظهار واجهة التطبيقات المكتوبة بلغة زول XUL. جيكو متعدد المنصات Cross-platform ويعمل على عدد من مختلف نظم التشغيل، بما في ذلك مايكروسوفت ويندوز وبي إس دي ولينكس وماك أو إس عشرة وسولاريس بالإضافة إلى أنظمة أخرى.
جيكو يحتل المركز الثاني من بين أكثر محركات التصميم شعبية على مستوي الوب، ويأتي في المركز الأول ترايدنت Trident (المستعمل في إنترنت إكسبلورر لأنظمة ويندوز من النسخة 4) ، وفي المركز الثالث وب كيت WebKit (المستعمل في سافاري) وبعده بريستو Presto (المستعمل في أوبرا).